# Chat (constellation)
Pour les articles homonymes, voir Chat.

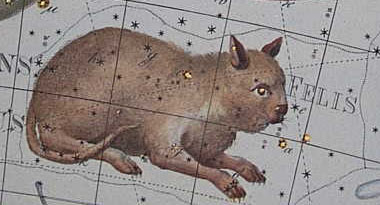
Felis.

Le Chat (en latin Felis) est une constellation créée par Jérôme Lalande en 1799. Elle était située entre les constellations de la Machine pneumatique et de l'Hydre. Elle est devenue obsolète.
Son étoile la plus brillante, HD 85951 (désormais dans l'Hydre), fut nommée Felis par l'Union astronomique internationale le 1er juin 2018 et elle est maintenant incluse dans la liste des noms d'étoiles officiellement reconnus par l'UAI.